# Campeonato de España de Ciclismo en Ruta 1920
El XX Campeonato de España de Ciclismo en Ruta se disputó en Barcelona el 1 de noviembre de 1920 sobre un recorrido de 100 kilómetros.
El ganador de la prueba fue Miguel Bover, que se impuso en la línea de llegada a sus cuatro compañeros de escapada. Jaime Janer y José Saura completaron el podio.

## Clasificación final
| Pos. | Ciclista              | Equipo | Tiempo    |
| ---- | --------------------- | ------ | --------- |
| 1.   | Miguel Bover          |        | 3h 18'48" |
| 2.   | Jaime Janer           |        | m.t.      |
| 3.   | José Saura            |        | m.t.      |
| 4.   | Guillermo Antón       |        | m.t.      |
| 5.   | José Magdalena        |        | m.t.      |
| 6.   | Juan Martínez         | -      | a 1'17"   |
| 7.   | Juan Bautista Llorens |        | a 5'52"   |
| 8.   | Francisco Tresseras   |        | a 19'50"  |
| 9.   | Salvador Armengol     |        | m.t.      |
| 10.  | Juan Solanas          |        | m.t.      |